# Raiguer
El Raiguer es una comarca española situada en la parte centro-oeste de la isla de Mallorca, en la comunidad autónoma de las Islas Baleares. Este territorio se extiende paralelamente a la sierra de Tramontana, con salida al mar Mediterráneo en el noreste. Limita con Palma al suroeste, el Llano al sureste y Sierra de Tramontana al noroeste.
Está formada por trece municipios, de los cuales el más poblado es Marrachí, y el más extenso Alcudia; por el contrario, el municipio con menor número de habitantes y el de menor superficie es Búger. Su capital tradicional e histórica es la ciudad de Inca.
Como el resto de las comarcas baleares, sólo está reconocida a nivel geográfico, pero no a nivel político. Desde 1981 existe una entidad llamada Mancomunidad del Raiguer y que agrupa a la mayoría de municipios de la comarca –todos menos Alcudia y Marrachí–. Fue creada para hacer posible la implantación de algunos servicios públicos que de manera individual no podían asumirse.

## Municipios
La comarca está conformada por los siguientes municipios:
|                        | Municipio              | Superficie | Población (2022) | Densidad | Ayto. (2022) | Pedanías |
| ---------------------- | ---------------------- | ---------- | ---------------- | -------- | ------------ | --- |
| Alaró                  | Alaró                  | 45,72      | 5.811            | 127,1    | PP           | |
| Alcudia                | Alcudia                | 60,02      | 20.717           | 345,17   | EL PI        | Mal Pas-Bonaire, Marina Manresa, Playa de Alcudia (Platja d'Alcúdia), Puerto de Alcudia (Port d'Alcúdia) y Son Fe |
| Binisalem              | Binisalem              | 29,77      | 9.027            | 303,22   | UxB          | Biniagual |
| Búger                  | Búger                  | 8,29       | 1.111            | 134,02   | PSOE         | |
| Campanet               | Campanet               | 34,65      | 2.719            | 78,47    | PSOE         | Ullaró |
| Consell                | Consell                | 13,70      | 4.230            | 308,76   | PSOE         | |
| Inca                   | Inca                   | 58,34      | 34.093           | 584,38   | PSOE         | |
| Lloseta                | Lloseta                | 12,10      | 6.312            | 521,65   | PSOE         | |
| Mancor del Valle       | Mancor del Valle       | 19,89      | 1.596            | 80,24    | MÉS-APIB     | |
| Marrachí               | Marrachí               | 54,22      | 38.902           | 717,48   | PSOE         | Benestar-La Cabana (Benestar-sa Cabana), La Cabaneta (sa Cabaneta; capital del municipio), Ca'n Carbonell, Cas Capitá (Cas Capità), Cas Miot-Puente de Inca Parque (Cas Miot-Pont d'Inca Parc), Casas Nuevas (ses Cases Noves), Es Cahulls (es Caülls), Los Algarroberos-Son Daviu Nuevo-Las Legítimas (es Garrovers-Son Daviu Nou-ses Llegítimes), Figueral-Ca'n Farineta, Marratxinet, Pla de Natesa (Pla de Na Tesa), Planera-Ses Trempes-Son Daviu, Pórtol (Pòrtol), Puente de Inca (Pont d'Inca), Puente de Inca Nuevo (Pont d'Inca Nou), San Marcial-La Viña de Son Verí (Sant Marçal-Sa Vinya de Son Verí), Son Ametler, Son Masiá-Nova Cabana (Son Macià-Nova Cabana) y Son Ramonell |
| La Puebla              | La Puebla              | 48,59      | 14.005           | 288,23   | EL PI        | |
| Santa María del Camino | Santa María del Camino | 37,62      | 7.483            | 198,91   | MÉS-APIB     | |
| Selva                  | Selva                  | 48,75      | 4.243            | 87,04    | PP           | Biniamar, Caimari y Moscari |
|                        | TOTAL                  | 471,66     | 150.249          | 318,55   |              | |